# Jaskinia w Czerwonej Górze Pierwsza
Jaskinia w Czerwonej Górze Pierwsza, Dziura Szarej Myszki – jaskinia w Diablich Skałach na Czerwonej Górze na Pogórzu Wielickim. Administracyjnie znajduje się w miejscowości Zakliczyn w województwie małopolskim, powiecie myślenickim, w gminie Siepraw. Od drogi nr 967 do skał prowadzi szlak turystyki pieszej i rowerowej zaczynający się za mostem, około 1 km na południowy zachód od skrzyżowania tej drogi z drogą do Wieliczki. Diable Skały znajdują się na zboczu po prawej stronie szlaku i są z niego widoczne. Prowadzi do nich schodkami ścieżka z poręczą.

## Opis jaskini
Jest to najdłuższa jaskinia Pogórza Wielickiego. Jej Główny otwór o południowo-zachodniej ekspozycji jest dobrze widoczny w środkowej części skalnego muru Diablich Skał. Znajduje się pod dużym okapem. Za otworem jest rozgałęziający się korytarz. Jego lewa odnoga ma długość 4 m, prowadzi w górę i kończy się niewielkim otworem na szczycie Diablich Skał. Prawa odnoga o długości 5 m prowadzi do szczeliny o pionowych ścianach. Szczelina ma długość 7 m, szerokość 0,5 m. Niemal na całej długości jest górą otwarta, jedynie na północno-zachodnim końcu jest zasklepiona i jest w niej trzeci otwór jaskini.
Diable Skały zbudowane są z piaskowca istebniańskiego. Jaskinia powstała na ciosowym pęknięciu skał wskutek ich grawitacyjnego osiadania i osuwania się skał. Jej spąg pokrywa piasek i skalny gruz, a w szczelinie próchnica. Jest w całości widna i poddana wpływom środowiska zewnętrznego. W pobliżu otworów jej ściany są obficie porośnięte mchem. Ze zwierząt obserwowano nieliczne motyle i pająki.

## Historia poznania
Jaskinia znana jest od dawna. Po raz pierwszy krótko opisał ją A. Kirkor w 1876 roku. Później wzmiankował ją A. Gruszecki w 1878 r. i R. Danysz-Fleszarowa w 1833. Kazimierzowi Kowalskiemu nie udało jej się odszukać, gdyż szukał jej w innym Zakliczynie – na Pogórzu Ciężkowickim. Również w „Jaskiniach polskich Karpat fliszowych” z 1998 r. jest informacja o nieodnalezieniu jaskini w Zakliczynie. Jaskinię zinwentaryzował w 2001 r. R. Suski nadając jej nazwę Dziura Szarej Myszki. Później zmienił jej nazwę.

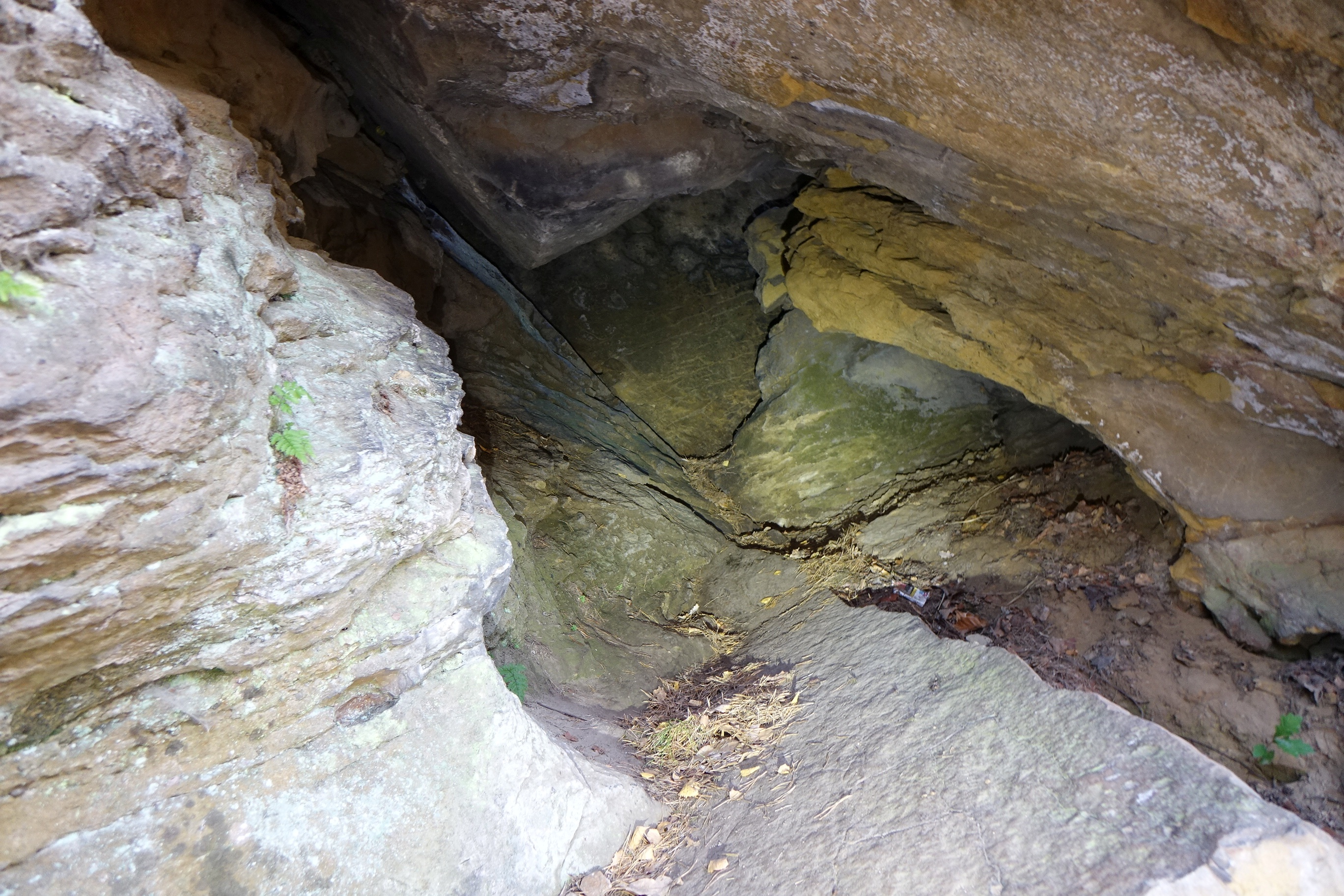
Główny otwór
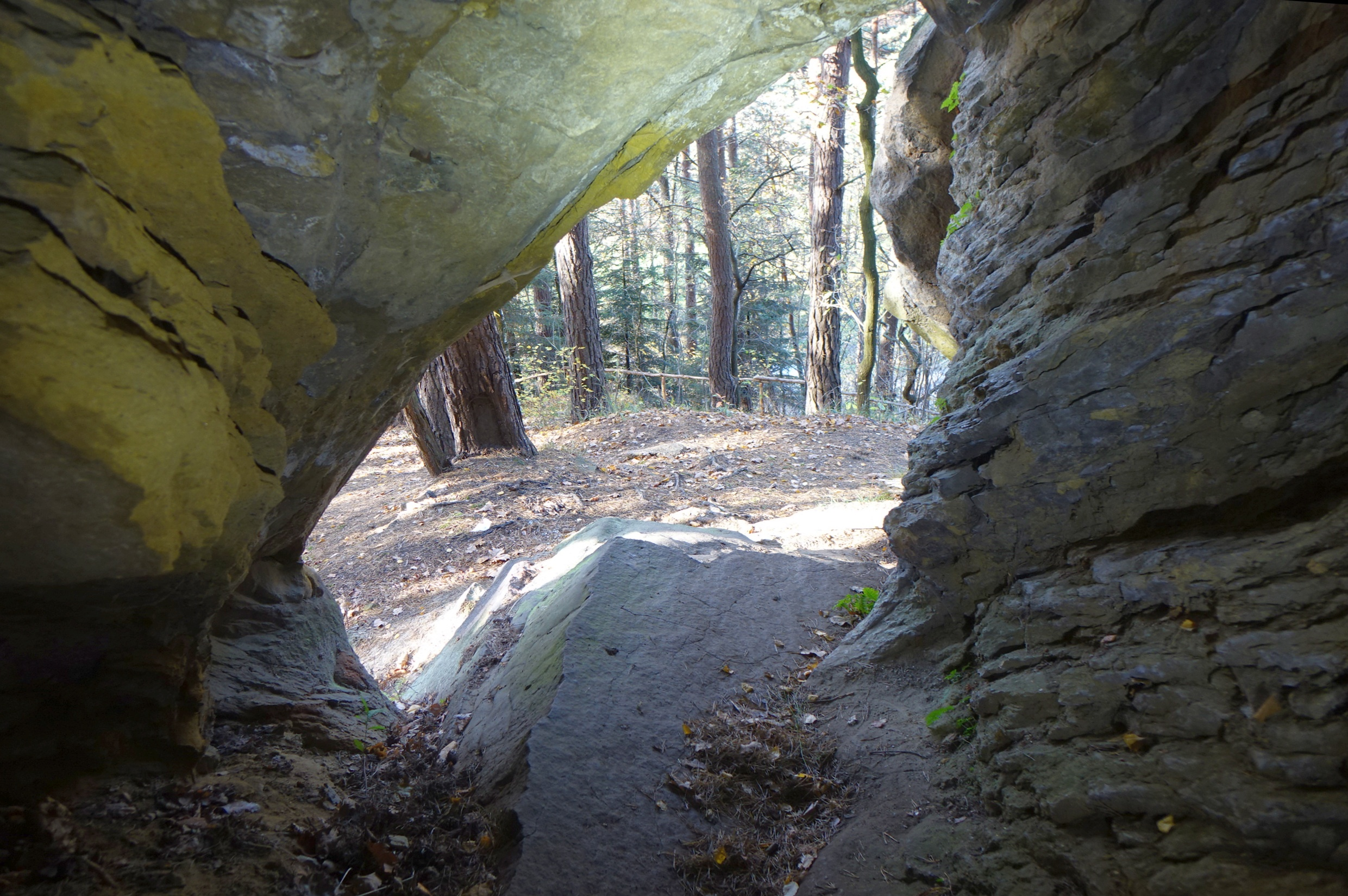
Widok z głównego otworu
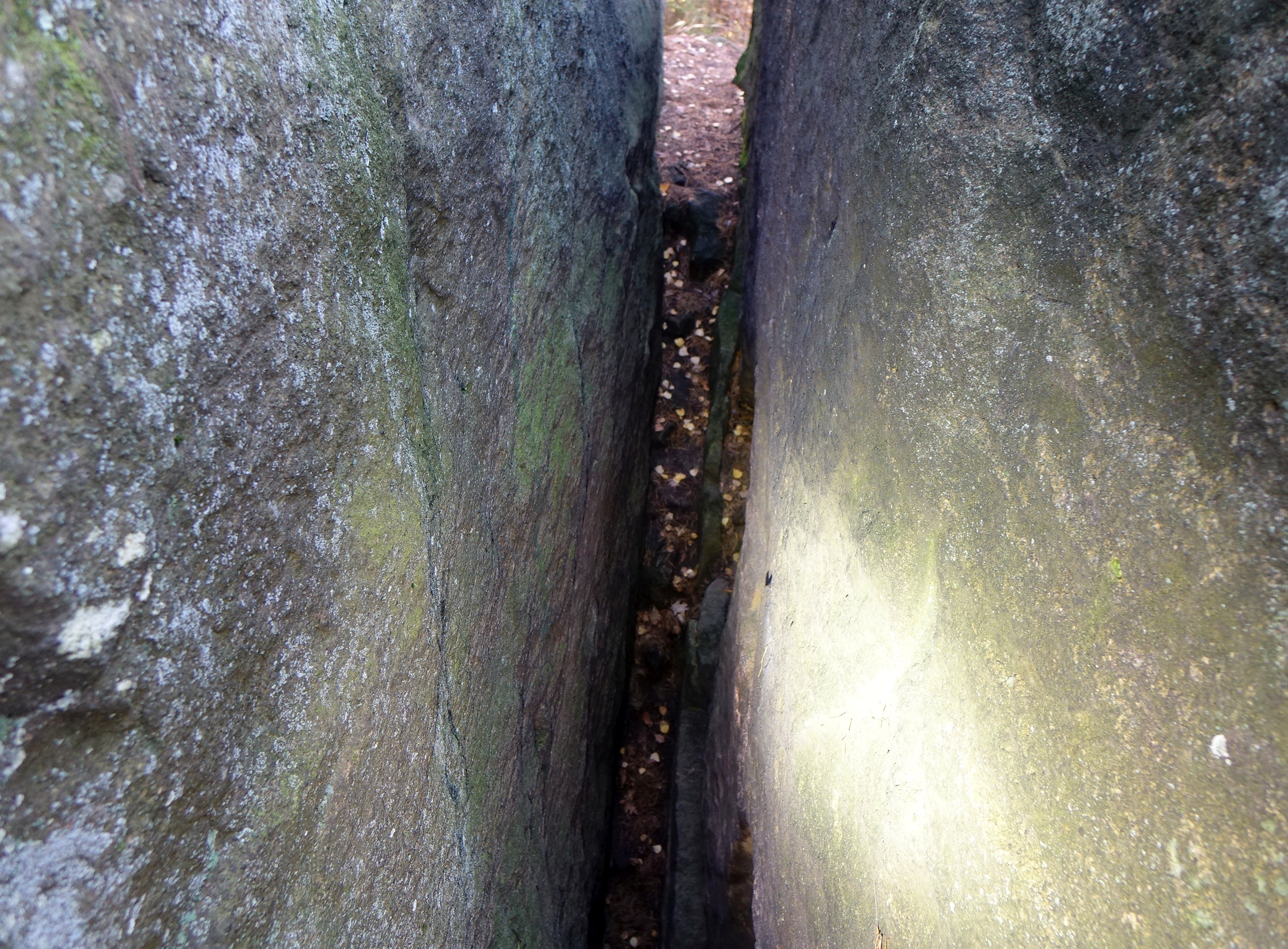
Szczelina
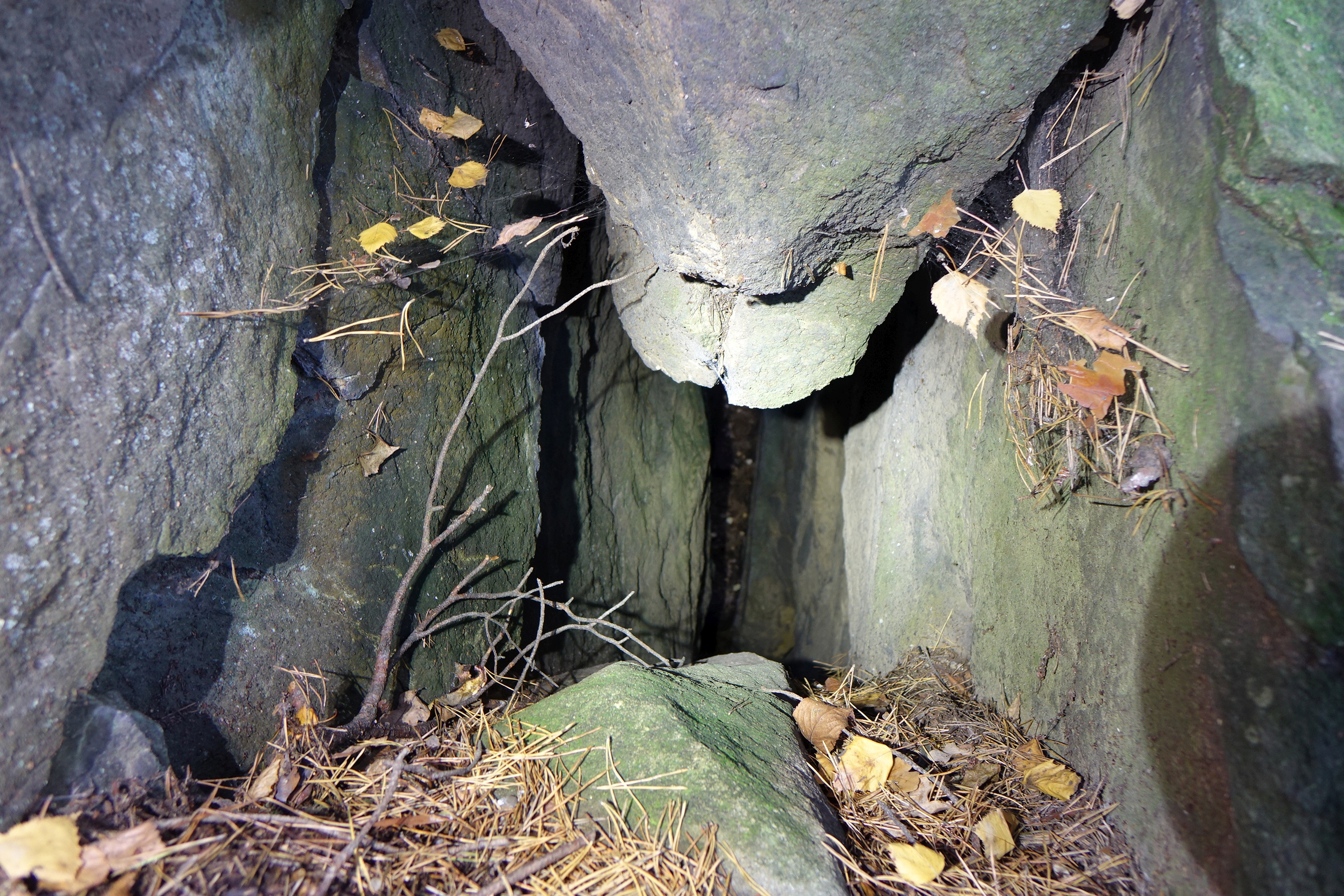
Otwór górny
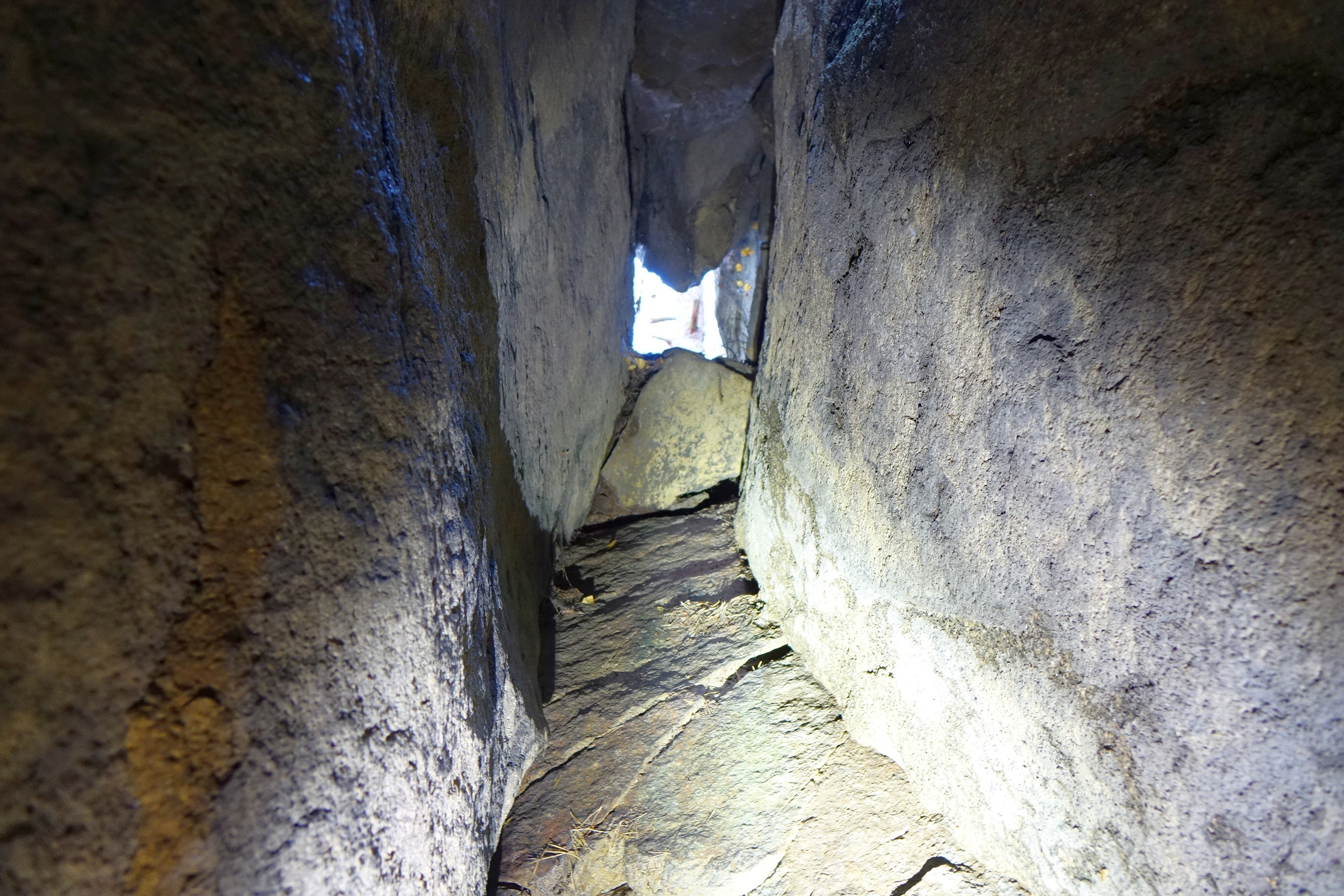
Lewy korytarz

Obok Jaskini w Czerwonej Górze jest jeszcze mniejsze Schronisko w Czerwonej Górze Drugie.

## Bouldering
Na Diablich Skałach, w tym również w jaskini, uprawiany jest bouldering. W jaskini jest 7 dróg wspinaczkowych (baldów) i jedna wątpliwa (?), o trudności od 6b do 6c w skali francuskiej.

1. Firestarter; 6b
2. Knott; 6b+?
3. Bułka; 6b+
4. Reloaded; 6b
5. Harum Scarum; 6b
6. Slave Stage; 6c
7. Radosny dzień; 7b[7].